# Turgutlu
Turgutlu je město v Turecku s přibližně 163 tisíci obyvateli. Nachází se v provincii Manisa 55 km východně od pobřeží Egejského moře.  
Město se původně nazývalo Kasaba. V roce 1866 byla odsud do Izmiru postavena první železnice na území dnešního Turecka. V letech 1919 až 1922 bylo Turgutlu součástí Řeckem obsazené Iónie. Během války za nezávislost město vyhořelo, po válce bylo pojmenováno podle turkického klanu Turgutů, který se zde usadil v patnáctém století. 
Turgutlu leží v úrodném údolí řeky Gediz, kde se pěstují melouny, rozinky, kukuřice, tabák a olivy. Převládajícím průmyslem je konzerování ovoce a zeleniny. sídlí zde také závod automobilky BMC Turkey. Lákadlem pro turisty jsou termální lázně Urganlı. Nedaleká hora Çaldag obsahuje největší zásoby niklu v Turecku.
Sídlí zde fotbalový klub Turgutluspor.